# Jarula
Jarula je pripovjedno djelo u stihu Jurja Barakovića na temu biblijske povijesti, sastavljeno od oko 4000 stihova različitih metričkih i strofičkih oblika. Djelo je objavljeno u Veneciji 1618., a poslije autorove smrti još pet puta u istom gradu (1636., 1656., 1701., 1702. i 1720.) te posljednji put 1889. u XVII. knjizi Akademijine edicije "Stari pisci hrvatski".

## Sadržaj
Sadržaj Barakovićeve Jarule (jarula = "vrtna gredica", "lijeha") može se svesti na biblijske priče iz različitih dijelova Svetoga pisma, Staroga i Novoga zavjeta, koje je autor prema vlastitom kriteriju odlučio uvrstiti u svoje djelo. Puni je naslov: JARULA urešena cvitjem od šest vikof svita složena u slovinski jazik po Jurju Barakoviću Zadraninu a poklonjena prisvitlomu i pripoštovanu gospodinu Nikoli Dražiću pridostinomu biskupu od Osora.
Baraković na početak stavlja proslov, Pisnik onima koji šte, u kojemu se obraća čitateljima moleći ih za razumijevanje tijekom čitanja zbog silnoga truda koji je uložio pišući djelo. Obraćanje čitatelju proteže se do 62. stiha nakon kojega slijedi "priča" Jarule, odnosno stvaranje svijeta u sedam dana. Pjesnik naglašava jedinstvo četiriju elemenata: vatre, vode, zraka i zemlje. Priča o stvaranju u skladu je s biblijskim opisom – po volji privičnjega. Prvoga dana stvaranja odijeljena je tmina od svjetlosti te tako nastaju dan i noć, drugoga dana nastaje nebo s anđeoskim korom, a trećega su odijeljene vode od zemlje na kojoj nastaje različito zelenilo. Četvrtoga dana stvoreni su Sunce, Mjesec i zvijezde, a petoga je dana Bog stvorio ribe i ptice. Zaključuje se da su time svi elementi razdvojeni i svaki ima svoje mjesto u slici novostvorenoga svijeta: zrak u sredini (pod nebom), vatra gore visoko, zemlja dolje nisko, a voda na njoj. Šestoga dana Bog stvara ostale životinje te naposljetku čovjeka na svoju sliku: od svakog elementa uzima dio i stvara Adama. Potom stvara i ženu iz Adamova rebra. Ime ženino pjesnik ovdje ne spominje. No, naglašava se poznato upozorenje prvim ljudima da iz rajskoga vrta smiju jesti sve osim sa Stabla spoznaje dobra i zla. Sedmoga je dana Bog počinuo od rada. Na kraju uvodnog dijela spjeva najavljuje se prvi grijeh.
Cvitje prvoga vika počinje upozorenjem čovjeku na njegovu prolaznost i sklonost grijehu te na neizbježnost smrti. Kao primjer grešnosti navodi se Adam te se opisuje kako je prvi grijeh počinjen i što se nakon toga dogodilo. Dakle, priča polazi od grijeha prvih ljudi, njihova pokajanja i izgona iz raja. U zemaljskom blagostanju od Adama potječu razumni i lijepi ljudi. Međutim, Kajin uzrokuje nesklad jer ubija brata Abela. Pjesnik u tom činu vidi uzrok patnje ljudi i Božje kazne te slijedi njegov komentar u propovjednom tonu sve do sadašnjosti. U daljnjem je tijeku priče najavljen jedan od ključnih događaja za ljudski rod – veliki potop. Izabrani starac Noa gradi korablju i plovi po potopnim vodama. Spasila se samo njegova obitelj i životinje u korablji. Od Noe se razvija cijeli ljudski rod. Priča se opet vraća temi morala u 378. stihu i ističe se da je takva osuda došla zbog grijeha. U moralizatorskom je govoru izraženo jasno mišljenje da je žena izvor prvog grijeha i kasnijeg zla koje je snašlo svijet. Pjesnik je u završnim stihovima apostrofira kao onu koja je kriva za sve patnje ljudskoga roda.
Drugo pjevanje, Cvitje drugoga vika, govori o poslijepotopnom razdoblju. U tome razdoblju nastaju gradovi i države, ali opet se pojavljuje grijeh, prije svega lakomost koja uzrokuje različite ratove i mržnju. Noin unuk Nembrot uređuje svoju državu te odlučuje sagraditi toranj kojim želi pobjeći u nebesa, bojeći se ponovnog potopa. Bog se rasrdio i učinio da graditelji govore različitim jezicima. Zbog jezičnih nesporazuma prestaje gradnja Kule babilonske te narodi koji su gradili toranj odlaze i naseljavaju druge krajeve. Priča dalje teče prema kralju Beli, vladaru Sirije, koji osniva grad Ninivu u kojoj počinje idolopoklonstvo. Pojavljuje se i puteni grijeh te Bog kažnjava grešne narode: Sodoma i Gomora bivaju razorene, jedino je spašen starac Lot sa svojim kćerima. To se sve odvija u Abrahamovo vrijeme, Baraković od 270. stiha govori o njemu i njegovoj ženi Šari (Sari). Tu je ubačena priča o ovome paru: kralj Gerare zatoči Saru, a Abrahama se prikaže kao bojažljiva čovjeka, koji svoju ženu, u strahu od kralja, predstavi kao sestru. Sve se, međutim, dobro završi i Abraham dobije od kralja natrag svoju ženu koja mu rodi sina Ižaka (Izaka), ali nakon što je dobio sina Ismaela sa sluškinjom Agarom. Ismael kao sin neslobodne žene nema pravo na očevinu, a sin Izak kao sin slobodne žene ima to pravo.
Treće pjevanje, Cvitje tretoga vika, govori o vremenu koje je u svjetlosti, blagoslovljeno, upravo zbog Abrahamove kreposti. Slijedi priča o Abrahamovu žrtvovanju Izaka, njegovoj vjernosti Bogu. Dalje se Barakovićeva priča kreće preko Izakova potomstva – Ezava i Jakova, do Mojsija koji je izbavio izraelski narod iz egipatskoga ropstva i poveo ga u 40-godišnje lutanje pustinjom do Obećane zemlje. Prije dolaska na cilj, bitna je epizoda s Božjim gnjevom u kojoj Mojsije igra važnu ulogu. On je ovdje prikazan kao razborit čovjek koji Bogu savjetuje kako da postupa s Izraelcima koji su potaknuli Njegov gnjev. Mojsije, po poznatoj biblijskoj priči, prima od Boga deset zapovijedi koje Baraković donosi u zadnjih 40 stihova trećeg pjevanja.
Četvrto pjevanje, Cvitje četvrtoga vika, donosi priču o Davidu i Golijatu koja se u nekim dijelovima razlikuje od biblijske. Baraković u isticanju Davidove hrabrosti navodi da se David obratio Filistejcima i izazvao ih na borbu. Ne izostaje priča o Davidovu kraljevanju i o grijehu sa ženom Urijinom, kojega je poslao u boj kako bi mogao nesmetano doći do njegove žene. Dalje priča kreće prema Salomonu (kod Barakovića Salumun) kojega je krasila neizreciva mudrost. U ovom je pjevanju i epizoda o proroku Danielu koji je prikazan kao oličenje pravednosti, vjernosti i nepokolebljivosti u vjeri u Boga.
Cvitje petoga vika, peto pjevanje, počinje pričom o Olofernu (Holofernu) i udovici Juditi. Holoferno je sa svojom vojskom opsjedao grad Betuliju, dok udovica Judita, pobožna žena iz Betulije, nije odlučila stati na kraj tiraninu. Odlučno je otišla u babilonski tabor – Holoferno ju je zapazio i zaželio da mu bude žena. Istoga dana pripremio je večeru s njom nakon koje je zaspao, a Judita je hrabro uzela mač i odsjekla mu glavu. Odmah se vratila u Betuliju, a na gradske su zidine postavili Holofernovu glavu. Uplašena babilonska vojska bježi te je Betulija opet slobodna. Uz gnomičke iskaze, priča kreće prema Dariju koji je milostivi kralj, a imao je slugu Zorobabela koji ga je molio za milost prema Židovima. Slijedi molitva svetaca upućena Bogu da pošalje zraku koju narod čeka. Baraković kaže da su toliko molili da je milost morala s vremenom doći, a ostvarit će se rođenjem Božjeg sina. Ovo pjevanje završava Anđeoskim pozdravljenjem i pohvalom Mariji i ženama općenito.
Cvitje šestoga vika donosi priču o cvitu koji zniče z Davidove hiže – dakle, riječ je o rođenju Isusovu u Betlehemu. Uz različite epizode iz Isusova života, tu su i krštenje u Jordanu te detaljan opis suđenja Isusu u kojemu pjesnik mnogo pažnje poklanja Pilatu, kojemu se i izravno obraća u 373. stihu. Nakon Isusove muke, smrti i uskrsnuća, dolazi Duh Sveti te uslijedi opis djelovanja prve Crkve. Tako spominje prvomučenika Stipana, za njim Jakova te Petra kao prvoga papu. Također ističe i progone kršćana u Rimskome Carstvu. Mnogo pažnje posvetio je Petru pa priča o njegovom bijegu iz Rima i susretu s Isusom (Quo vadis, Domine?). Uz Petra se pojavljuje i Pavao. Spominje pjesnik i rimskoga cara Nerona te različite nevolje kroz koje su morali prolaziti prvi kršćani. U završnom dijelu apostrofiraju se grešnici te slijedi vrlo dugačak ulomak s persuazivnom funkcijom o sedam smrtnih grijeha te o pet osjetila kroz koje ulazi grijeh i vodi čovjeka u vječne muke. Poslije molitve Bogu za pomoć u dolasku na nebo, traži se i zagovor svetaca. Pjevanje se privodi kraju molitvom koja završava riječju Amen.
Na samome kraju postoji još jedan dio pod nazivom Duša skrušena. To je zapravo svojevrsna završna molitva u kojoj se autor obraća svetome Franji i povjerava mu brigu o svojoj duši te ukratko prikazuje njegov svetački put.

## Biblijski intertekst
Barakovićevo se djelo na različite načine odnosi prema biblijskome predlošku.

### Sadržajno podudaranje dvaju djela
U Jaruli se slijedi biblijski predložak u većini sadržaja. Prije svega riječ je o starozavjetnim temama (stvaranje svijeta, prvi ljudi, Kajin i Abel, grijesi, veliki potop, Noina arka, uništenje Sodome i Gomore, Babilonska kula, Abraham, Mojsije, David, Salomon, Daniel, Suzana, Judita) te o novozavjetnim (Isus, Marija i Josip, Poncije Pilat, učenici, Isusovo krštenje, suđenje i muka).
Kao primjer sadržajnoga podudaranja može se navesti treće pjevanje koje se otvara Abrahamovim žrtvovanjem sina Izaka. U postupku Izakova spašavanja i žrtvovanja ovna umjesto njega jasno uviđamo pjesnikovo slavljenje Božje milosti i dobrote. Spominje ukratko Izakove sinove, Ezava i Jakova te njihovu majku Rebeku. Međutim, središnja ličnost ovoga pjevanja svakako je Mojsije. On ostavlja Arona da privremeno vlada narodom dok odlazi na goru gdje mu Bog daje deset zapovijedi. I ovoga puta upozorava na negativne posljedice idolopoklonstva. Također ističe Božju moć kada je pomogao izraelskome narodu pri prijelazu Crvenoga mora: "Mojižes kako ban svoj narod obrani, / Faraun li užgan da veže i rani / sa svimi pogani rad krvi ku popi, / na ravnoj poljani more ga poklopi, / Egipci potopi, ki na zlo pristaše, / kakono i snopi po moru ostaše." (Jarula, III, s. 197-202). Biblijski izvor glasi ovako: "Mosije pruži ruku nad more, i u cik zore more se vrati u svoje korito. Kako su Egipćani, bježeći, jurili prema moru, Jahve ih strmoglavi usred voda. Tako vode, slijevajući se natrag, potope kola, konjanike, i svu vojsku faraonovu koja bijaše pošla u potjeru za Izraelcima u more. I ne ostade od njih ni jedan jedini." (Izl 14, 27-28).

### Sadržajno odstupanje Jarule od biblijskoga predloška
Posebno je zanimljiva mizogina tematika u završnim stihovima prvoga pjevanja gdje se krivica za prvi grijeh svaljuje na ženu. U Bibliji, međutim, odgovornost snosi zmija, a muškarac i žena podjednako su kažnjeni: "Nato Jahve, Bog, reče zmiji: Kad si to učinila, prokleta bila među svim životinjama i svom zvjeradi divljom! Po trbuhu svome puzat ćeš i zemlju jesti sveg života svog! Neprijateljstvo ja zamećem između tebe i žene, između roda tvojeg i roda njezina: on će ti glavu satirati, a ti ćeš mu vrebati petu. A ženi reče: Trudnoći tvojoj muke ću umnožit, u mukama djecu ćeš rađati. Žudnja će te mužu tjerati, a on će gospodarit nad tobom. A čovjeku reče: Jer si poslušao glas svoje žene te jeo sa stabla s kojega sam ti zabranio jesti rekavši: S njega da nisi jeo! – evo: Zemlja neka je zbog tebe prokleta: s trudom ćeš se od nje hraniti svega vijeka svog!" (Post 3, 14-17).
U Barakovićevu pripovijedanje katkad se miješa vremenski redoslijed: u dijelu o Zorobabelu u šestome pjevanju prvo se govori da je o proglašeni upravitelj Judeje, a naknadno se govori o proglašenju (usp. Jarula, V, s. 154-157 i s. 273-275). Isusovo se krštenje dva puta opisuje, kao da je riječ o dvama različitim događajima (usp. Jarula, VI, s. 141-150 i s. 175-188). Nadalje, putovanje trojice mudraca koji su se išli pokloniti novorođenome Isusu (Jarula, VI, s. 67-90) opisuje se bez spomena susreta s kraljem Herodom i njegova nagovaranja da mu jave gdje se nalazi Isusovo prebivalište (usp. Mt 2, 7-12). Odudaranje je prisutno i u dijelu Jarule o Isusovu suđenju. (usp Mt 27, 23-24 i Jarula, VI, s. 351-359). U Matejevu evanđelju scena Isusova suđenja ima sljedeće dijelove: 1. Isusovo uhićenje, 2. Petrovo zatajivanje, 3. Isus odveden pred Pilata koji ga ispituje, 4. Poncijeva žena je govorila o svome snu i molila muža da se mani toga pravednika, 5. svjetina je tražila da se povodom Pashe pusti Baraba, 6. Poncije je oprao ruke. U Barakovića se priča odvijala nešto sažetije: 1. Isusa su uhitili i odveli pred Pilata (nema Petrova zatajivanja), 2. Poncije je oprao ruke, 3. Velik je dio posvećen molbi Poncijeve žene da se Isusa ne osudi, 4. Pilat je osudio Isusa.
Pripovjedač u Jaruli ima moralno-didaktičnu ulogu. Međutim, mogu se uočiti i naznake duhovitosti, pogotovo u prvom pjevanju gdje se govori o Bogu, stvoritelju svijeta, koji je sedmi dan počinuo: "Ne recimo: trudan biše, / i prem ako mnogo stvori, / zač se nigdar ne umori, / neg stvorenju već ne htiše." (predgovor, s. 155-158)

## Poetičke osobitosti
Jarula se žanrovski određuje kao stihovana kronika biblijske povijesti. Kompozicijski gledano, Jarula se sastoji od šest pjevanja koja Baraković naziva cvitjem te uvodne pjesme koju Baraković posvećuje onim koji šte, odnosno svojem čitatelju. Nadalje, svako se pjevanje, pa i uvodno, dijeli na dva dijela: prvi dio stihičkom kompozicijom nalikuje epskoj formi, dok drugi dio teksta, napisan u strofama, nosi lirska obilježja. To prepletanje lirskog i epskog karakteristika je Barakovićeva stila. Premda zbog samog žanra i tematike nije toliko istaknut kao u Vili Slovinki, Barakovićev stil mogao bi se sagledati upravo u njegovu poigravanju različitim rodovima, ali i u poigravanju metrom. U uvodnoj pjesmi Baraković rabi jedanaesterac raspoređen u deset strofa, dok se drugi dio uvodne pjesme sastoji od dvadeset i pet strofa sastavljenih od osmeraca raspoređenih u katrene. Pripovjedni dijelovi pjevanjâ, od prvog do posljednjega, ispisani su dvostruko rimovanim dvanaestercima čakavskog tipa (rima s kraja prva dva stiha nastavlja se još i na kraj sljedećih dvaju polustihova), dok je lirski dio pjevanja ispisan osmercima. Baraković upotrebljava i opkoračenje što je zanimljivo i za vrijeme u kojem piše, ali i za žanr. Poigravanje metrom nije bilo toliko karakteristično za njegove prethodnike te je njegovo djelo još dojmljivije upravo zbog te igre.
Baraković "upozorava" svoje čitatelje kako njegovo djelo ne obiluje stilskim figurama (prem ako ni u ovih knjigah mudrosti, neg složene prez kriposna uresa, s. 9-10), no Jarula ipak sadrži i povelik broj pjesničkih figura. Pjesničko umijeće uspoređuje se sa sposobnosti pauka (pomislite i naravske oprave / na priliku male zviri pauka / komu narav sama sobom odluči / prez nauka čudno dilo nauči, s. 21-24). Metaforičkim izrazom naglašava kako za ljepotu i vrijednost napisanog nije potrebno bogatstvo i mnogo novca (mnokrat cvitak po naravi iznika’ / lipi bude iz planine i skrače / neg usajen od mudroga človika /na prozori pribogate polače, s. 25-28)  nego mašta, sloboda i trud (i ptičica koja sama pribiva / prez nauka posrid luga zelena / po naravi tač prilipo pridiva, / budući van svoga jata lučena, s 33-36; mnokrat pastir, ki za stadom postupa / al’ pod jelom, al’ pod gustom planikom, /gdi ga liti od sunašca zastupa, / pisam složi sam srebarskim jezikom, s. 41-44). U Barakovićevu su stilskom repertoaru i figure nabrajanja, poredbe (lipih žen kako vil, s. 149), retorička pitanja (kad brata ubije človik prez razbora / čemu se nadije sa neba od zgora?, s. 227-228), anafore (niki se nadiju uteći na goru, / gdi se orli viju, kasni na pokoru, / niki na javoru visokomu viče, / a niki na boru vrsi mu dotiče, s. 267-270), apostrofe (ki kraluješ na nebesi, / milosrdan znam da jesi, / pravednikom tvojim oče, s. 287-289), metonimije, epiteti koji su postali "ustaljenima" i tradicionalnima u autorovu razdoblju (strašna zvir, krvnik oholi, mlad pastir, pošten dar, mudar človik, kripostan duh, sudac himbeni, pravedan pastir, tempal prisveti, vesele mudrosti) i dr.
Baraković ne rabi široki spektar stilskih figura nego rabi one koje dobro poznaje i koje su tradicionalno često korištene.